# Republic Pictures
Republic Pictures este o corporație de studio de film deținută de Paramount Global. În perioada sa originală de operație între 1934–1959, a fost cel mai bine cunoscută pentru filmele western, seriile sale de filme și pentru filmele sale cu buget redus (filme B) create în genurile polițist și acțiune. Studioul a fost fondat de Herbert Yates prin fuziunea studiourilor Monogram Pictures, Mascot Pictures, Liberty Pictures, Majestic Pictures, Chesterfield Pictures și Invincible Pictures, toate acestea având datorii față de laboratorul lui Herbert Yates.
În 1967, librăria de filme a Republic Pictures a fost vândută la National Telefilm Associates (NTA), care s-a schimbat mai târziu în prima relansare și a doua incarnație a Republic Pictures în 1984 urmând succesului difuzării filmelor Republic Pictures în televiziune prin cablu. În 1994, studioul a fuzionat cu Spelling Entertainment, devenind Republic Entertainment. În cele din urmă, după numeroase schimbări, Viacom a cumpărat complet compania și a fost împăturită mai târziu în Paramount Pictures, care a creat compania de holding Melange Pictures, LLC pentru filmele, logo-ul și marca Republic.
Pe 24 martie 2023, Paramount Global a anunțat că o să readucă marca Republic Pictures cu scopul de a servi drept eticheta de achiziționare de filme a companiei, lansând titluri achiziționate de Paramount Global Content Distribution, similar cu modelul de distribuție al, printre alte companii, Stage 6 Films și American International Pictures.

## Filmografie

### Anii 1930
- The Headline Woman (1935)
- Born to Gamble (1935)
- Westward Ho (1935)
- Tumbling Tumbleweeds (1935)
- Two Sinners (1935)
- The Crime of Dr. Crespi (1935)
- Cappy Ricks Returns (1935)
- Forbidden Heaven (1935)
- The New Frontier (1935)
- The Spanish Cape Mystery (1935)
- Melody Trail (1935)
- 1,000 Dollars a Minute (1935)
- Lawless Range (1935)
- Racing Luck (1935)
- Forced Landing (1935)
- The Sagebrush Troubadour (1935)
- Frisco Waterfront (1935)
- The Singing Vagabond (1935)
- Hitch Hike Lady (1935)
- The Oregon Trail (1936)
- Dancing Feet (1936)
- The Leavenworth Case (1936)
- The Lawless Nineties (1936)
- The Leathernecks Have Landed (1936)
- The Return of Jimmy Valentine (1936)
- Red River Valley (1936)
- Laughing Irish Eyes (1936)
- King of the Pecos (1936)
- Doughnuts and Society (1936)
- The House of a Thousand Candles (1936)
- Comin’ Round the Mountain (1936)
- Federal Agent (1936)
- The Harvester (1936)
- The Girl from Mandalay (1936)
- Frankie and Johnny (1936)
- The Singing Cowboy (1936)
- Burning Gold (1936)
- The Lonely Trail (1936)
- Hearts in Bondage (1936)
- Down to the Sea (1936)
- Navy Born (1936)
- Go-Get-'Em, Haines (1936)
- Guns and Guitars (1936)
- Ticket to Paradise (1936)
- Winds of the Wasteland (1936)
- Follow Your Heart (1936)
- The Gentleman from Louisiana (1936)
- Oh, Susanna! (1936)
- Sitting on the Moon (1936)
- Bulldog Edition (1936)
- The Three Mesquiteers (1936)
- Undercover Man (1936)
- The President's Mystery (1936)
- Ride Ranger Ride (1936)
- Cavalry (1936)
- Ghost-Town Gold (1936)
- Country Gentlemen (1936)
- The Big Show (1936)
- The Gun Ranger (1936)
- The Bold Caballero (1936)
- Roarin' Lead (1936)
- Happy Go Lucky (1936)
- Beware of Ladies (1936)
- The Old Corral (1936)
- The Mandarin Mystery (1936)
- A Man Betrayed (1936)
- Portia on Trial (1937)
- Riders of the Whistling Skull (1937)
- Larceny on the Air (1937)
- Join the Marines (1937)
- The Gambling Terror (1937)
- Two Wise Maids (1937)
- Paradise Express (1937)
- Round-Up Time in Texas (1937)
- Circus Girl (1937)
- Hit the Saddle (1937)
- Bill Cracks Down (1937)
- Lightnin' Crandall (1937)
- Git Along Little Dogies (1937)
- Navy Blues (1937)
- Trail of Vengeance (1937)
- Jim Hanvey, Detective (1937)
- Lawless Land (1937)
- Bar-Z Bad Men (1937)
- The Hit Parade (1937)
- The Trusted Outlaw (1937)
- Gunsmoke Ranch (1937)
- Rootin' Tootin' Rhythm (1937)
- Guns in the Dark (1937)
- Michael O'Halloran (1937)
- Gun Lords of Stirrup Basin (1937)
- Affairs of Cappy Ricks (1937)
- Come on, Cowboys (1937)
- Border Phantom (1937)
- Dangerous Holiday (1937)
- Yodelin' Kid from Pine Ridge (1937)
- A Lawman Is Born (1937)
- Rhythm in the Clouds (1937)
- It Could Happen to You (1937)
- Range Defenders (1937)
- Doomed at Sundown (1937)
- Meet the Boyfriend (1937)
- The Red Rope (1937)
- Bulldog Drummond at Bay (1937)
- Boothill Brigade (1937)
- Sea Racketeers (1937)
- Public Cowboy No. 1 (1937)
- Escape by Night (1937)
- Ridin' the Lone Trail (1937)
- Heart of the Rockies (1937)
- The Sheik Steps Out (1937)
- All Over Town (1937)
- Arizona Gunfighter (1937)
- Boots and Saddles (1937)
- Youth on Parole (1937)
- The Wrong Road (1937)
- The Trigger Trio (1937)
- Portia on Trial (1937)
- Springtime in the Rockies (1937)
- Manhattan Merry-Go-Round (1937)
- The Duke Comes Back (1937)
- The Colorado Kid (1937)
- Wild Horse Rodeo (1937)
- Glamorous Night (1937)
- Exiled to Shanghai (1937)
- Lady Behave! (1937)
- Mama Runs Wild (1937)
- Paroled - To Die (1938)
- The Purple Vigilantes (1938)
- The Old Barn Dance (1938)
- Outside of Paradise (1938)
- Born to Be Wild (1938)
- Hollywood Stadium Mystery (1938)
- Prison Nurse (1938)
- Call the Mesquiteers (1938)
- Thunder in the Desert (1938)
- King of the Newsboys (1938)
- Arson Gang Busters (1938)
- Invisible Enemy (1938)
- Outlaws of Sonora (1938)
- The Feud Maker (1938)
- Call of the Yukon (1938)
- Under Western Stars (1938)
- Romance on the Run (1938)
- Gangs of New York (1938)
- Desert Patrol (1938)
- Ladies in Distress (1938)
- Riders of the Black Hills (1938)
- Gold Mine in the Sky (1938)
- Heroes of the Hills (1938)
- A Desperate Adventure (1938)
- Army Girl (1938)
- Man from Music Mountain (1938)
- Tenth Avenue Kid (1938)
- Durango Valley Raiders (1938)
- Pals of the Saddle (1938)
- The Higgins Family (1938)
- Billy the Kid Returns (1938)
- Overland Stage Raiders (1938)
- The Night Hawk (1938)
- Prairie Moon (1938)
- Down in 'Arkansaw (1938)
- I Stand Accused (1938)
- Rhythm of the Saddle (1938)
- Storm Over Bengal (1938)
- Come On, Rangers (1938)
- Santa Fe Stampede (1938)
- Western Jamboree (1938)
- Orphans of the Street (1938)
- Red River Range (1938)
- Federal Man-Hunt (1938)
- Shine On, Harvest Moon (1938)
- Fighting Thoroughbreds (1939)
- The Mysterious Miss X (1939)
- Pride of the Navy (1939)
- Home on the Prairie (1939)
- Woman Doctor (1939)
- I Was a Convict (1939)
- Rough Riders' Round-up (1939)
- Southward Ho (1939)
- Mexicali Rose (1939)
- Frontier Pony Express (1939)
- The Night Riders (1939)
- Forged Passport (1939)
- Street of Missing Men (1939)
- Blue Montana Skies (1939)
- Three Texas Steers (1939)
- Man of Conquest (1939)
- My Wife's Relatives (1939)
- The Zero Hour (1939)
- S.O.S. Tidal Wave (1939)
- Mountain Rhythm (1939)
- In Old Caliente (1939)
- Wyoming Outlaw (1939)
- Mickey the Kid (1939)
- She Married a Cop (1939)
- Should Husbands Work? (1939)
- Colorado Sunset	 (1939)
- Wall Street Cowboy (1939)
- New Frontier (1939)
- In Old Monterey (1939)
- Smuggled Cargo (1939)
- Flight at Midnight (1939)
- Calling All Marines (1939)
- The Arizona Kid (1939)
- The Kansas Terrors (1939)
- Sabotage (1939)
- Jeepers Creepers (1939)
- Main Street Lawyer (1939)
- The Covered Trailer (1939)
- Rovin' Tumbleweeds (1939)
- Saga of Death Valley (1939)
- Cowboys from Texas (1939)
- South of the Border (1939)
- Days of Jesse James (1939)
- Money to Burn (1939)

### Anii 1940
- Heroes of the Saddle (1940)
- Wolf of New York (1940)
- Village Barn Dance (1940)
- Pioneers of the West (1940)
- Forgotten Girls (1940)
- Rancho Grande (1940)
- Ghost Valley Raiders (1940)
- Young Buffalo Bill (1940)
- Grandpa Goes to Town (1940)
- Dark Command (1940)
- In Old Missouri (1940)
- Covered Wagon Days (1940)
- Gaucho Serenade (1940)
- The Crooked Road (1940)
- Gangs of Chicago (1940)
- Rocky Mountain Rangers (1940)
- Women in War (1940)
- Wagons Westward (1940)
- Grand Ole Opry (1940)
- One Man's Law (1940)
- The Carson City Kid (1940)
- Three Faces West (1940)
- Carolina Moon (1940)
- Scatterbrain (1940)
- The Ranger and the Lady (1940)
- Girl from God's Country (1940)
- Sing, Dance, Plenty Hot (1940)
- The Tulsa Kid (1940)
- Oklahoma Renegades (1940)
- Earl of Puddlestone (1940)
- Ride, Tenderfoot, Ride (1940)
- Girl from Havana (1940)
- Colorado (1940)
- Under Texas Skies (1940)
- Barnyard Follies (1940)
- Frontier Vengeance (1940)
- Melody and Moonlight (1940)
- Hit Parade of 1941 (1940)
- Young Bill Hickok (1940)
- Who Killed Aunt Maggie (1940)
- The Trail Blazers	(1940)
- Melody Ranch (1940)
- Friendly Neighbors (1940)
- Texas Terrors (1940)
- Meet the Missus (1940)
- The Border Legion	(1940)
- Behind the News (1940)
- Lone Star Raiders (1940)
- Bowery Boy (1940)
- Wyoming Wildcat (1941)
- Robin Hood of the Pecos (1941)
- Ridin' on a Rainbow (1941)
- Arkansas Judge (1941)
- Petticoat Politics (1941)
- The Phantom Cowboy (1941)
- Prairie Pioneers (1941)
- The Great Train Robbery (1941)
- A Man Betrayed (1941)
- Back in the Saddle (1941)
- Mr. District Attorney (1941)
- In Old Cheyenne (1941)
- Pals of the Pecos (1941)
- Two Gun Sheriff (1941)
- Sis Hopkins (1941)
- Rookies on Parade (1941)
- Lady from Louisiana (1941)
- The Singing Hil (1941)
- Country Fair (1941)
- Sheriff of Tombstone (1941)
- The Gay Vagabond (1941)
- Saddlemates (1941)
- Desert Bandit (1941)
- Angels with Broken Wings (1941)
- Nevada City (1941)
- Kansas Cyclone (1941)
- Puddin' Head (1941)
- Gangs of Sonora (1941)
- Mountain Moonlight (1941)
- Sunset in Wyoming (1941)
- Hurricane Smith (1941)
- Citadel of Crime (1941)
- Rags to Riches (1941)
- Ice-Capades (1941)
- Under Fiesta Stars (1941)
- The Pittsburgh Kid (1941)
- Bad Man of Deadwood (1941)
- Outlaws of Cherokee Trail (1941)
- The Apache Kid (1941)
- Doctors Don't Tell (1941)
- Death Valley Outlaws (1941)
- Sailors on Leave (1941)
- Mercy Island (1941)
- Down Mexico Way (1941)
- Jesse James at Bay (1941)
- Gauchos of El Dorado (1941)
- Public Enemies (1941)
- The Devil Pays Off (1941)
- Sierra Sue (1941)
- Tuxedo Junction (1941)
- A Missouri Outlaw (1941)
- Red River Valley (1941)
- West of Cimarron (1941)
- Mr. District Attorney in the Carter Case (1941)
- Lady for a Night (1942)
- Arizona Terrors (1942)
- Man from Cheyenne (1942)
- Pardon My Stripes (1942)
- Code of the Outlaw (1942)
- Cowboy Serenade (1942)
- A Tragedy at Midnight (1942)
- South of Santa Fe (1942)
- Sleepytime Gal (1942)
- Stagecoach Express (1942)
- Heart of the Rio Grande (1942)
- Yokel Boy (1942)
- Raiders of the Range (1942)
- Jesse James, Jr. (1942)
- Shepherd of the Ozarks (1942)
- The Affairs of Jimmy Valentine (1942)
- Sunset on the Desert (1942)
- The Girl from Alaska (1942)
- Westward Ho (1942)
- Home in Wyomin (1942)
- Romance on the Range (1942)
- Remember Pearl Harbor (1942)
- Stardust on the Sage (1942)
- In Old California (1942)
- The Cyclone Kid (1942)
- Moonlight Masquerade (1942)
- The Phantom Plainsmen (1942)
- Sons of the Pioneers (1942)
- Joan of Ozark (1942)
- Hi, Neighbor (1942)
- The Sombrero Kid (1942)
- Call of the Canyon (1942)
- The Old Homestead (1942)
- Shadows on the Sage (1942)
- Sunset Serenade (1942)
- Bells of Capistrano (1942)
- Flying Tigers (1942)
- Youth on Parade (1942)
- Outlaws of Pine Ridge (1942)
- X Marks the Spot (1942)
- Valley of Hunted Men (1942)
- Heart of the Golden West (1942)
- The Traitor Within (1942)
- Secrets of the Underground (1942)
- Ice-Capades Revue (1942)
- The Sundown Kid (1942)
- Ridin' Down the Canyon (1942)
- Johnny Doughboy (1942)
- Mountain Rhythm (1943)
- London Blackout Murders (1943)
- Thundering Trails (1943)
- Dead Man's Gulch (1943)
- Carson City Cyclone (1943)
- Idaho (1943)
- The Blocked Trail (1943)
- The Purple V (1943)
- Hit Parade of (1943)
- Tahiti Honey (1943)
- King of the Cowboys (1943)
- The Mantrap (1943)
- Santa Fe Scouts (1943)
- Shantytown (1943)
- Chatterbox (1943)
- Calling Wild Bill Elliott (1943)
- Daredevils of the West (1943)
- A Gentle Gangster (1943)
- Days of Old Cheyenne (1943)
- Swing Your Partner (1943)
- Riders of the Rio Grande (1943)
- False Faces (1943)
- The Man from Thunder River (1943)
- Song of Texas (1943)
- Fugitive from Sonora (1943)
- Thumbs Up (1943)
- Bordertown Gun Fighters (1943)
- The Saint Meets the Tiger (1943)
- Silver Spurs (1943)
- Black Hills Express (1943)
- Beyond the Last Frontier (1943)
- Wagon Tracks West (1943)
- Someone to Remember (1943)
- The West Side Kid (1943)
- Headin' for God's Country (1943)
- Nobody's Darling (1943)
- Sleepy Lagoon (1943)
- Hoosier Holiday (1943)
- A Scream in the Dark (1943)
- The Man from the Rio Grande (1943)
- The Man from Music Mountain (1943)
- Here Comes Elmer (1943)
- Overland Mail Robbery (1943)
- The Deerslayer (1943)
- Mystery Broadcast (1943)
- Death Valley Manhunt (1943)
- Canyon City (1943)
- In Old Oklahoma (1943)
- Pistol Packin' Mama (1943)
- California Joe (1943)
- Whispering Footsteps (1943)
- Raiders of Sunset Pass (1943)
- O, My Darling Clementine (1943)
- Hands Across the Border (1944)
- Pride of the Plains (1944)
- The Fighting Seabees (1944)
- Casanova in Burlesque (1944)
- Beneath Western Skies (1944)
- Mojave Firebrand (1944)
- My Best Gal (1944)
- Hidden Valley Outlaws (1944)
- The Laramie Trail	 (1944)
- Outlaws of Santa Fe (1944)
- Call of the South Seas (1944)
- Rosie the Riveter (1944)
- The Lady and the Monster (1944)
- Trocadero (1944)
- Jamboree (1944)
- Cowboy and the Senorita (1944)
- Tucson Raiders (1944)
- The Tiger Woman (1944)
- Silent Partner (1944)
- Man from Frisco (1944)
- Goodnight, Sweetheart (1944)
- The Yellow Rose of Texas (1944)
- Marshal of Reno (1944)
- Call of the Rockies (1944)
- Silver City Kid (1944)
- Secrets of Scotland Yard (1944)
- Three Little Sisters (1944)
- Song of Nevada (1944)
- The Girl Who Dared (1944)
- Bordertown Trail (1944)
- Sing, Neighbor, Sing (1944)
- The Port of 40 Thieves (1944)
- The San Antonio Kid (1944)
- Strangers in the Night (1944)
- That's My Baby! (1944)
- San Fernando Valley (1944)
- Stagecoach to Monterey (1944)
- Atlantic City (1944)
- Cheyenne Wildcat (1944)
- Code of the Prairie (1944)
- My Buddy (1944)
- Storm Over Lisbon (1944)
- Lights of Old Santa Fe (1944)
- End of the Road (1944)
- Sheriff of Sundown (1944)
- Vigilantes of Dodge City (1944)
- Faces in the Fog (1944)
- Brazil (1944)
- Firebrands of Arizona (1944)
- Thoroughbreds (1944)
- Lake Placid Serenade (1944)
- The Big Bonanza (1944)
- Sheriff of Las Vegas (1944)
- Grissly's Millions (1945)
- The Big Show-Off (1945)
- The Topeka Terror (1945)
- Great Stagecoach Robbery (1945)
- A Song for Miss Julie (1945)
- Sheriff of Cimarron (1945)
- Utah (1945)
- The Great Flamarion (1945)
- Identity Unknown (1945)
- Earl Carroll Vanities (1945)
- Corpus Christi Bandits (1945)
- The Phantom Speaks (1945)
- Lone Texas Ranger (1945)
- The Vampire's Ghost (1945)
- Three's a Crowd (1945)
- Flame of Barbary Coast (1945)
- Santa Fe Saddlemates (1945)
- A Sporting Chance (1945)
- Bells of Rosarita (1945)
- The Chicago Kid (1945)
- The Man from Oklahoma (1945)
- Gangs of the Waterfront (1945)
- Steppin' in Society (1945)
- Road to Alcatraz (1945)
- Trail of Kit Carson (1945)
- Oregon Trail (1945)
- The Cheaters (1945)
- Hitchhike to Happiness (1945)
- Jealousy (1945)
- Tell It to a Star (1945)
- Swingin' on a Rainbow (1945)
- Phantom of the Plains (1945)
- Behind City Lights (1945)
- Bandits of the Badlands (1945)
- Along the Navajo Trail (1945)
- The Fatal Witness (1945)
- Love, Honor and Goodbye (1945)
- Scotland Yard Investigator (1945)
- Sunset in El Dorado (1945)
- Marshal of Laredo (1945)
- Don't Fence Me In (1945)
- Rough Riders of Cheyenne (1945)
- Girls of the Big House (1945)
- Colorado Pioneers (1945)
- Mexicana (1945)
- The Tiger Woman (1945)
- Captain Tugboat Annie (1945)
- An Angel Comes to Brooklyn (1945)
- The Cherokee Flash (1945)
- The Woman Who Came Back
- Wagon Wheels Westward (1945)
- Dakota (1945)
- Song of Mexico (1945)
- Gay Blades	 (1946)
- A Guy Could Change (1946)
- Days of Buffalo Bill (1946)
- California Gold Rush (1946)
- The Madonna's Secret (1946)
- Crime of the Century (1946)
- Song of Arizona (1946)
- Strange Impersonation (1946)
- Sheriff of Redwood Valley (1946)
- Murder in the Music Hall (1946)
- The Undercover Woman (1946)
- Alias Billy the Kid (1946)
- Home on the Range (1946)
- The Catman of Paris (1946)
- The Glass Alibi (1946)
- Rainbow Over Texas (1946)
- Sun Valley Cyclone (1946)
- Passkey to Danger (1946)
- Winter Wonderland (1946)
- The French Key	 (1946)
- The El Paso Kid (1946)
- Valley of the Zombies (1946)
- In Old Sacramento (1946)
- One Exciting Week (1946)
- Man from Rainbow Valley (1946)
- Traffic in Crime	(1946)
- Specter of the Rose	 (1946)
- My Pal Trigger (1946)
- Night Train to Memphis (1946)
- Rendezvous with Annie (1946)
- Red River Renegades (1946)
- Conquest of Cheyenne (1946)
- The Inner Circle (1946)
- The Last Crooked Mile (1946)
- G.I. War Brides (1946)
- The Invisible Informer (1946)
- Earl Carroll Sketchbook (1946)
- Under Nevada Skies (1946)
- The Mysterious Mr. Valentine	(1946)
- Rio Grande Raiders (1946)
- Roll on Texas Moon (1946)
- Home in Oklahoma (1946)
- The Magnificent Rogue (1946)
- Plainsman and the Lady (1946)
- Santa Fe Uprising (1946)
- Affairs of Geraldine (1946)
- Sioux City Sue (1946)
- I've Always Loved You (1946)
- Out California Way (1946)
- Heldorado (1946)
- The Fabulous Suzanne (1946)
- Stagecoach to Denver (1946)
- That Brennan Girl (1946)
- The Pilgrim Lady (1947)
- Trail to San Antone (1947)
- Calendar Girl	 (1947)
- Last Frontier Uprising (1947)
- Angel and the Badman (1947)
- Apache Rose (1947)
- Vigilantes of Boomtown (1947)
- The Ghost Goes Wild (1947)
- Hit Parade of 1947 (1947)
- Homesteaders of Paradise Valley (1947)
- Twilight on the Rio Grande (1947)
- Yankee Fakir (1947)
- Bells of San Angelo (1947)
- Spoilers of the North (1947)
- Oregon Trail Scouts (1947)
- That's My Gal (1947)
- That's My Man (1947)
- Saddle Pals (1947)
- Web of Danger (1947)
- Northwest Outpost (1947)
- Rustlers of Devil's Canyon (1947)
- The Trespasser (1947)
- Robin Hood of Texas (1947)
- Springtime in the Sierras (1947)
- Blackmail (1947)
- Wyoming (1947)
- The Pretender (1947)
- Marshal of Cripple Creek (1947)
- Along the Oregon Trail (1947)
- Exposed (1947)
- Driftwood (1947)
- The Wild Frontier (1947)
- On the Old Spanish Trail (1947)
- The Fabulous Texan (1947)
- The Flame (1947)
- Bandits of Dark Canyon (1947)
- Under Colorado Skies (1947)
- The Main Street Kid (1948)
- The Gay Ranchero (1948)
- Slippy McGee (1948)
- Campus Honeymoon (1948)
- Oklahoma Badlands (1948)
- Madonna of the Desert (1948)
- The Inside Story (1948)
- Lightnin' in the Forest (1948)
- Bill and Coo (1948)
- California Firebrand (1948)
- The Bold Frontiersman (1948)
- Old Los Angeles (1948)
- Heart of Virginia (1948)
- King of the Gamblers (1948)
- Under California Stars (1948)
- Carson City Raiders (1948)
- The Gallant Legion (1948)
- I, Jane Doe (1948)
- Secret Service Investigator (1948)
- The Timber Trail (1948)
- Train to Alcatraz (1948)
- Eyes of Texas (1948)
- Marshal of Amarillo (1948)
- Daredevils of the Clouds (1948)
- Sons of Adventure (1948)
- Angel in Exile (1948)
- Night Time in Nevada (1948)
- Out of the Storm (1948)
- Desperadoes of Dodge City
- Son of God's Country (1949)
- The Denver Kid (1949)
- Moonrise (1949)
- Macbeth (1949)
- The Plunderers (1949)
- Angel on the Amazon (1949)
- Grand Canyon Trail (1949)
- Sundown in Santa Fe (1949)
- Renegades of Sonora (1949)
- Homicide for Three (1949)
- The Far Frontier (1949)
- Rose of the Yukon (1949)
- Sheriff of Wichita (1949)
- Daughter of the Jungle (1949)
- The Last Bandit (1949)
- Wake of the Red Witch	(1949)
- Hideout (1949)
- Duke of Chicago (1949)
- The Red Pony (1949)
- Death Valley Gunfighter (1949)
- Prince of the Plains (1949)
- Streets of San Francisco (1949)
- Susanna Pass (1949)
- Frontier Investigator (1949)
- Law of the Golden West (1949)
- Hellfire (1949)
- Outcasts of the Trail (1949)
- The Wyoming Bandit (1949)
- South of Rio (1949)
- Flaming Fury (1949)
- The Red Menace (1949)
- Brimstone (1949)
- Bandit King of Texas (1949)
- Post Office Investigator (1949)
- The Kid from Cleveland (1949)
- Down Dakota Way (1949)
- The Fighting Kentuckian (1949)
- Flame of Youth (1949)
- San Antone Ambush (1949)
- Navajo Trail Raiders (1949)
- Alias the Champ (1949)
- Ranger of Cherokee Strip (1949)
- The Golden Stallion (1949)
- Pioneer Marshal (1949)
- Powder River Rustlers (1949)
- Sands of Iwo Jima (1949)
- The Blonde Bandit (1949)

### Anii 1950
- Bells of Coronado (1950)
- Unmasked (1950)
- Gunmen of Abilene (1950)
- Tarnished	(1950)
- Singing Guns (1950)
- Belle of Old Mexico (1950)
- Federal Agent at Large (1950)
- House by the River (1950)
- Code of the Silver Sage (1950)
- Harbor of Missing Men	(1950)
- The Vanishing Westerner (1950)
- The Arizona Cowboy (1950)
- Women from Headquarters (1950)
- Salt Lake Raiders	(1950)
- The Invisible Monster (1950)
- Rock Island Trail (1950)
- The Savage Horde (1950)
- Hills of Oklahoma (1950)
- Destination Big House	(1950)
- Twilight in the Sierras (1950)
- The Avengers (1950)
- Covered Wagon Raid (1950)
- Trigger, Jr. (1950)
- Trial Without Jury (1950)
- The Old Frontier (1950)
- Jungle Stampede (1950)
- Vigilante Hideout (1950)
- The Showdown (1950)
- Lonely Heart Bandits (1950)
- Frisco Tornado (1950)
- Surrender (1950)
- Redwood Forest Trail (1950)
- Prisoners in Petticoats (1950)
- Sunset in the West (1950)
- Hit Parade of 1951 (1950)
- Rustlers on Horseback	(1950)
- North of the Great Divide	(1950)
- Rio Grande (1950)
- Under Mexicali Stars (1950)
- The Missourians (1950)
- Trail of Robin Hood (1950)
- California Passage (1950)
- Pride of Maryland (1951)
- Belle Le Grand (1951)
- Rough Riders of Durango (1951)
- Spoilers of the Plains (1951)
- Missing Women (1951)
- Night Riders of Montana (1951)
- Silver City Bonanza (1951)
- Oh! Susanna (1951)
- Cuban Fireball (1951)
- Insurance Investigator (1951)
- Heart of the Rockies (1951)
- Thunder in God's Country (1951)
- Bullfighter and the Lady (1951)
- Buckaroo Sheriff of Texas	(1951)
- In Old Amarillo (1951)
- Wells Fargo Gunmaster	(1951)
- Million Dollar Pursuit (1951)
- Fighting Coast Guard (1951)
- Secrets of Monte Carlo (1951)
- The Dakota Kid (1951)
- Rodeo King and the Senorita (1951)
- Lost Planet Airmen (1951)
- Fort Dodge Stampede (1951)
- Havana Rose (1951)
- Arizona Manhunt (1951)
- Adventures of Captain Fabian (1951)
- South of Caliente	(1951)
- Utah Wagon Train	(1951)
- Honeychile (1951)
- The Sea Hornet (1951)
- Pals of the Golden West (1951)
- Street Bandits (1951)
- Desert of Lost Men (1951)
- The Wild Blue Yonder (1951)
- Captive of Billy the Kid (1952)
- Lady Possessed (1952)
- Colorado Sundown (1952)
- The Last Musketeer (1952)
- Leadville Gunslinger (1952)
- Oklahoma Annie (1952)
- The Fabulous Senorita (1952)
- Border Saddlemates (1952)
- Hoodlum Empire (1952)
- Wild Horse Ambush (1952)
- Gobs and Gals (1952)
- Black Hills Ambush (1952)
- Bal Tabarin (1952)
- I Dream of Jeanie (1952)
- Thundering Caravans (1952)
- Old Oklahoma Plains (1952)
- Woman of the North Country (1952)
- Omul liniștit (1952)
- Tropical Heat Wave (1952)
- Desperadoes' Outpost (1952)
- The WAC from Walla Walla (1952)
- Toughest Man in Arizona (1952)
- South Pacific Trail (1952)
- Woman in the Dark (1952)
- Thunderbirds (1952)
- Ride the Man Down (1952)
- Marshal of Cedar Rock (1953)
- San Antone (1953)
- Old Overland Trail (1953)
- Woman They Almost Lynched (1953)
- The Lady Wants Mink (1953)
- A Perilous Journey (1953)
- Fair Wind to Java? (1953)
- The Sun Shines Bright	 (1953)
- Iron Mountain Trail (1953)
- Savage Frontier (1953)
- City That Never Sleeps (1953)
- Sweethearts on Parade (1953)
- Down Laredo Way (1953)
- Bandits of the West (1953)
- Champ for a Day (1953)
- El Paso Stampede (1953)
- Trent's Last Case (1953)
- Shadows of Tombstone (1953)
- Sea of Lost Ships (1953)
- Flight Nurse (1953)
- Crazylegs (1953)
- Geraldine (1953)
- Red River Shore (1953)
- Jubilee Trail	(1954)
- Phantom Stallion (1954)
- Make Haste to Live (1954)
- Untamed Heiress (1954)
- Hell's Half Acre (1954)
- Laughing Anne (1954)
- The Outcast (1954)
- Johnny Guitar	(1954)
- Roogie's Bump (1954)
- The Shanghai Story (1954)
- Tobor the Great (1954)
- Trouble in the Glen (1954)
- The Atomic Kid (1954)
- Hell's Outpost (1954)
- African Manhunt (1955)
- Trouble in Store (1955)
- Carolina Cannonball (1955)
- Doctor in the House (1955)
- Timberjack (1955)
- Yellowneck (1955)
- The Eternal Sea (1955)
- Santa Fe Passage (1955)
- Cover the Underworld (1955)
- City of Shadows (1955)
- The Road to Denver (1955)
- Double Jeopardy (1955)
- Lay That Rifle Down (1955)
- The Last Command (1955)
- The Divided Heart (1955)
- Headline Hunters (1955)
- Cross Channel (1955)
- The Twinkle in God's Eye (1955)
- No Man's Woman (1955)
- A Man Alone (1955)
- Secret Venture (1955)
- The Vanishing American (1955)
- The Fighting Chance (1955)
- Flame of the Islands	(1956)
- Jaguar (1956)
- Track the Man Down (1956)
- Hidden Guns (1956)
- Come Next Spring (1956)
- When Gangland Strikes (1956)
- Magic Fire (1956)
- Stranger at My Door (1956)
- Terror at Midnight (1956)
- The Maverick Queen (1956)
- Dakota Incident (1956)
- Thunder Over Arizona (1956)
- Lisbon (1956)
- A Strange Adventure (1956)
- Daniel Boone, Trail Blazer (1956)
- Scandal Incorporated (1956)
- The Man Is Armed (1956)
- Above Us the Waves (1956)
- A Woman's Devotion (1956)
- Accused of Murder (1956)
- Duel at Apache Wells (1957)
- Affair in Reno (1957)
- Hell's Crossroads (1957)
- Spoilers of the Forest (1957)
- The Weapon (1957)
- The Lawless Eighties (1957)
- Journey to Freedom (1957)
- The Unearthly (1957)
- Beginning of the End (1957)
- The Last Stagecoach West (1957)
- Pawnee (1957)
- Taming Sutton's Gal (1957)
- The Wayward Girl (1957)
- Hell Canyon Outlaws (1957)
- Panama Sal (1957)
- Raiders of Old California (1957)
- The Crooked Circle (1957)
- Eighteen and Anxious (1957)
- Man from Tangier (1957)
- Hell Ship Mutiny (1957)
- Gunfire at Indian Gap (1957)
- West of Suez (1957)
- Satan's Satellites (1958)
- Missile Monsters (1958)
- Outcasts of the City (1958)
- Scotland Yard Dragnet (1958)
- The Notorious Mr. Monks (1958)
- Morning Call"' (1958)
- Juvenile Jungle (1958)
- Young and Wild (1958)
- Man or Gun (1958)
- Girl in the Woods (1958)
- The Man Who Died Twice (1958)
- Street of Darkness (1958)
- No Place to Land (1958)
- Invisible Avenger (1958)
- Plunderers of Painted Flats (1959)
- OSS 117 Is Not Dead (1959)
- Hidden Homicide (1959)

### Anii 1980
- Stranger on My Land (1988)
- Candy Mountain (1988)
- Starlight Hotel (1988)

### Anii 1990
- Cadence (1991)
- Separate but Equal (1991)
- Trust (1991)
- Beastmaster 2: Through the Portal of Time (1991)
- Adventures in Dinosaur City (1991)
- Boxing Helena (1993)
- Night of the Demons 2 (1994)
- Boca (1994)
- The Paperboy (1994)
- Bigfoot: The Unforgettable Encounter (1995)
- The Tin Soldier (1995)
- Two-Bits & Pepper (1995)
- Relative Fear (1995)
- The Babysitter (1995)
- Rent-a-Kid (1995)
- Malicious (1995)
- Rumpelstiltskin (1995)
- Live Nude Girls (1995)
- Night of the Scarecrow (1996)
- Open Season (1996)
- A Season in Purgatory (1996)
- Brothers' Destiny (1996)
- Storybook (1996)
- Freeway (1996)
- Family Plan (1997)
- Little Bigfoot (1997)
- Kiss & Tell (1997)
- Little Bigfoot 2: The Journey Home (1998)

### Anii 2020
Toate titlurile de mai jos au fost achiziționate și codistribuite de Paramount Global Content Distribution. Excepțiile sunt notate.
- BlackBerry (2023)
- Lift (2023)
- The Caine Mutiny Court-Martial (2023)
- Vindicta (2023)
- The End We Start From (2023)
- The New Americans: Gaming a Revolution (2024)
- Self Reliance (2024) (codistribuit cu Hulu și Neon)
- The Painter (2024)
- Cea mai grozavă noapte a popului (2024) (distribuit de Netflix)
- Air Force One Down (2024)
- French Girl (2024)
- Snack Shack (2024)
- The Image of You (2024)
- Poolman (2024)
- Reunion (2024)
- Shadow Land (2024)
- The Young Wife (2024)
- Hard Home (2024)
- Rob Peace (2024)
- Art of Eight Limbs (2024)
- The Lockdown (2024)
- Lady Scorpions (2024)
- Kung Fu Games (2024)
- Strangers (2024)
- Cassino in Ischia (2024)
- The Silent Hour (2024)
- Bad Apples (2024)
- The Gray House (2024)
- Millers in Marriage (2024)
- Twinless (2024)
- Winter Spring Summer or Fall (2024)
- DreamQuil (2025)
- Heart Eyes (2025)

## Vezi și
- Poverty Row